# Досократики
Досокра́тики (нім. Vorsokratiker; фр. Presocratiques; англ. Presocratics) —   новоєвропейський термін для позначення ранніх грецьких філософів 6-5 ст. до н. е. Твори досократиків відомі тільки за фрагментами, що збереглися у вигляді цитат у пізніших античних авторів (див. доксографії).
Основні філософські центри ранньої філософії Греції — Мілет (в Іонії, західне узбережжя Малої Азії), Сицилія, Елея. Найвизначніші філософи-досократики: Фалес, Анаксимандр, Анаксимен (Мілетська школа), Піфагор і піфагорійці, Геракліт, Парменід і його послідовники (Елейська школа), Емпедокл, Анаксагор, Демокріт. У центрі уваги всієї філософії досократиків — космос, його елементарні першооснови, причини різних природних явищ, тому ця філософія називається також космологічною і натурфілософією. У цілому для східних та  іонійських традицій (Мілетська школа) характерні емпіризм, інтерес до різноманіття матеріально-речового; для західної (італійської) традиції (піфагоризм, Елейський школа, почасти Геракліт) — переважний інтерес до формального, числовому та структурного аспекту речей, перша постановка гносеологічних і онтологічних проблем у чистому вигляді, нерідко релігійно-есхатологічні інтереси. Сумою і підсумком розвитку всієї ранньої філософії стала атомістична система Демокріта. У ранній період грецька філософія сформулювала дві універсальні тези, що дозволяють говорити про неї як про самостійну школу: «з нічого нічого не буває» і «подібне пізнається подібним», які так чи інакше були присутні у всіх побудовах досократиків.
Антропологічна проблематика ранньої традиції включена в космологічну: спочатку вона не виходить за рамки вузької фізіології і розглядає людину як матеріал, хоча і одухотворений елемент космосу, потім, в атомістичній філософії, набуває рис раціоналістичної етики, що обґрунтовує правила поведінки в суспільстві у зв'язку з уявленнями про універсальне благо (щастя).

## Історія
Вперше термін «досократики» був введений в 1903 році, коли німецький філолог Герман Дільс (1848—1922) зібрав в своїй книзі «Фрагменти досократиків (»Die Fragmente der Vorsokratiker") тексти філософів, що жили до Сократа. Книга включала понад 400 імен разом із фрагментами орфічних і інших дофілософських теокосмогоній.
Антична філософія (спершу грецька, а потім римська) охоплює більш ніж тисячолітній період із VI ст. до н. е. до VI ст. н. е., зародилася в стародавніх грецьких полісах (містах-державах) демократичної орієнтації й змістом, методами та метою відрізнялася від східних способів філософствування, міфологічного пояснення світу, притаманного ранній античній культурі. Формування філософського погляду на світ підготовлено стародавньою грецькою літературою, культурою (творами Гомера, Гесіода, гномічних поетів), де ставилися питання про місце і роль людини в універсумі, формувалися навички встановлення мотивів (причин) дій, а художні образи структурувалися відповідно до почуття гармонії, пропорцій та міри. Рання грецька філософія використовує фантастичні образи й метафоричну мову міфології. Але якщо для міфу образ світу й справжній світ віддільні, нічим не відрізнялись і, відповідно, порівняні, то філософія формулює як свою основну мету: прагнення до істини, чисте й безкорисливе бажання наблизитися до неї. Володіння повною і визначеною істиною, за античною традицією, вважалося можливим лише для богів. Людина ж не могла злитися із «софією», оскільки смертна, скінченна, обмежена в пізнанні. Тому людині доступне лише невпинний потяг до істини, ніколи не завершене повністю, активне, діяльне, пристрасне бажання істини, любов до мудрості, що випливає із самого поняття філософія.
Основні етапи розвитку для давніх греків, які жили в період античної філософії, становлення цивілізації, світ — величезне зібрання різноманітних природних і суспільних сил та процесів. Як жити у такому світі? Хто править світом? Як узгодити власні можливості з таємними й могутніми силами природи? Що є буття і які його підмурки, початок? Буття асоціювалося з численністю постійно змінюваних стихій, а свідомість — з обмеженою кількістю понять, що стримували хаотичний прояв стихій. Пошук стійкого першопочатку в змінному колообіг явищ неосяжного Космосу — основна пізнавальна мета давньогрецької філософії. Тому античну філософію можна зрозуміти як учення про «перші початки та причини». За своїм методом такий історичний тип філософії прагне раціонально пояснити буття, реальність як цілісність. Для античної філософії є значущими розумні докази, логічна аргументація, риторико-дедуктивна раціональність, логос. Перехід «від міфу до логосу» створив відомий вектор розвитку і духовної культури, і цивілізації Європи.
У розвитку античної філософії виділяється чотири основних етапи.
Перший етап — охоплює VII—V ст. до н. е. і називається досократівським. Філософи ж, які жили до Сократа, так і називаються —досократики. До них належать мудреці із Мілета (так звана Мілетська школа — Фалес, Анаксимандр, Анаксимен), Геракліт із Ефеса, Елейська школа (Парменід, Зенон), Піфагор і піфагорійці, атомісти (Левкіпп і Демокріт). У центрі ранньої — досократівської грецької натурфілософії стояли проблеми фізики, космосу, та людини в ньому.
Другий етап — приблизно із середини V ст. до н. е. — до кінця IV ст. до н. е. — класичний. Софісти й Сократ, які вперше спробували визначити суть людини, здійснили антропологічний поворот у філософії. Філософська спадщина Платона й Арістотеля, що характеризується відкриттям надчуттєвого й органічним формулюванням основних — класичних — проблем, найповніше узагальнює і відображає досягнення класичної епохи грецької античності.
Третій етап у розвитку античної філософії — кінець IV—II ст. до н. е. — звичайно називають елліністичним. На відміну від попереднього, пов'язаного з виникненням значних, глибоких за змістом і універсальних за тематикою філософських систем, формуються різноманітні еклектичні філософські школи, що конкурували між собою: перипатетики, академічна філософія (Платонівська Академія), стоїчна й епікурейська школи, скептицизм. Усі школи об'єднує одна особливість: перехід від коментування вчень Платона й Арістотеля до формування проблем етики, моралізаторською відвертістю в епоху присмерку й занепаду елліністичної культури. Тоді популярна творчість Теофраста, Карнеада, Епікура, Піррона та інших.
Четвертий етап у розвитку античної філософії (І ст. до н. е. - V-VI ст. н. е.) — період, коли вирішальну роль в античності став відігравати Рим, під вплив якого потрапляє Греція. Римська філософія формується під впливом грецької, особливо елліністичної. У римській філософії виділяються три напрямки: стоїцизм (Сенека, Епіктет, Марк Аврелій), скептицизм (Секст Емпірик), епікуреїзм (Тит Лукрецій Кар). У III—V ст. н. е. в римській філософії виникає і розвивається неоплатонізм, визначний представник якого є філософ Плотін. Неоплатонізм значно вплинув не тільки на ранню християнську філософію, але й на всю середньовічну релігійну філософію.

## Учення
Основним предметом філософствування у досократиків був космос. Він представлявся їм складеним зі звичайних плотських стихій: землі, води, повітря, вогню та ефіру, що взаємно переходять один в одного в результаті згущування і розрідження. Людина і сфера соціального, як правило, не виокремлювалися досократиками із загальнокосмічного життя. Індивід, суспільство, космос у досократиків підкорялися дії одних і тих же закономірностей.

## Філософія досократиків
Людину розглядали як Мікрокосмос стосовно Макрокосму, як частину і своєрідне повторення, відображення Макрокосму. Та в поняття космоцентризму вкладається ще один зміст. Космос — протилежність Хаосу, відповідно — порядок і гармонія протиставляються невпорядкованості та ін. Тому-то космоцентризм ранньої античності пояснюється як орієнтація на вияв гармонії в людському бутті. Адже якщо світ гармонійно впорядкований, якщо світ — Космос, Макрокосм, а людина — його відображення і закони людського життя подібні до законів Макрокосму, то, отже, і в людині є прихована подібна гармонія. Загальноприйняте значення космоцентризму таке: визнання за зовнішнім світом (Макрокосм) статусу, що визначає всі інші закони й процеси, включаючи й духовні. Така світоглядна спрямованість формує онтологізм, виражений у тому, що перші мудреці — фізики шукали причини початку буття.
Ферекід із Сироса (600~бл.530 pp. до н. е.), якого вважають учителем Піфагора, стверджував, що існувала архе — земля (грец. Хтонія); Фалес із Мілета (625'-547 pp. до н. е.) під архе-землею розумів воду, Анаксимен (585—525 pp. до н. е.) — повітря, Геракліт (544—483 рр. до н. е.) — вогонь. Геракліт писав: «Цей космос однаковий для всіх, не створив ніхто з богів, ніхто з людей, але завжди був, є і буде вічно живий вогонь, що помірно загоряється, помірно згасає». В V ст. до н. е. Емпедокл (490—424 pp. до н. е.) об'єднав усі чотири стихії, надавши їм статус елементів, тобто самототожні, кількісно і якісно незмінювані субстанції, що не зводяться одна до одної (у Геракліта взаємоперетворюються), сполучаючись в певній пропорції, утворюють все різноманіття світу, включаючи живі організми.
У філософії Стародавньої Греції поняття архе як субстанції й основи всього сутнього розширив учень Фалеса Анаксимандр (610—546 pp. до н. е.). Першооснову Анаксимандр знайшов не серед реальних стихій, що підлягають спостереженню, а в апейроні. Прикметник апейрос по-грецьки означає неосяжний, неозорий, безмежний, безкраїй. Апейрон Анаксимандра безсмертний, непідвладний знищенню і вічно рухається. На безмірності алейрону базується здатність не вичерпуватися, бути вічним генетичним початком Космосу, лежати в основі взаємоперетворення чотирьох стихій: адже якщо стихії перетворюються одна в одну, отже, у них є щось спільне, що само по собі не є ні землею, ні водою, ні повітрям, ні вогнем. Анаксимандр стверджував, що апейрон — основа і єдина причина всієї суті; алейрон все із себе виробляє сам: обертально рухаючись, апейрон виділяє протилежності: вологе і сухе, холодне й тепле; їх парні комбінації утворюють землю (сухе й холодне), воду (вологе й холодне), повітря (вологе й гаряче), вогонь (сухе й гаряче). Апейрон Анаксимандра є дещо невизначене.
Анаксимандр першим усвідомив, що нескінченність якої-небудь певної стихії (наприклад, землі, води, повітря чи вогню) призвела б до її відокремленості, переваги над усіма іншими стихіями як конечними. Апейрон Анаксимандра є невизначене, а тому байдуже до всіх стихій, що вихідні з нього й породжуються ним.
Природно, Анаксимандр першим у філософії усвідомив несумісність деякої однозначності якісної визначеності початку й атрибуту нескінченності. Концепція початку як апейрона, тобто не визначеного кількісно і якісно, правильна у сучасних умовах. Відомий чеський космолог Лео Рігер у книжці «Вступ до сучасної космології» вказує на те, що спроби підсумувати сучасні уявлення про матерію та її властивості обов'язково приходять до ідеї апейрона Анаксимандра. Справді, будь-яке однозначне й вичерпне онтологічне визначення матерії в принципі неможливе. А поняття нескінченності й невизначеного збігаються, адже часто говорять: функції (або число) стають невизначеними, маючи на увазі їх нескінченне зростання.
Геракліт говорить, що «вогонь усе охопить і всіх розсудить», вогонь — не тільки архе як стихія, але й як жива розумна сила. Той вогонь, що для почуттів є саме вогонь, для розуму є логос — принцип порядку й міри в Космосі і Мікрокосмосі. Будучи вогненною, людська душа володіє самозростаючим логосом. Такий об'єктивний закон Всесвіту. Але логос означає слово, причому розумне, тобто, по-перше, об'єктивно даний зміст якого розум має звітувати; по-друге, це сама діяльність розуму, що звітує; по-третє, для Геракліта це наскрізна змістовна впорядкованість буття й мислення. Це протилежність усьому несвідомому й безсловесному в Світі та в людині. Наділений логосом вогонь, за Гераклітом, розумний і божественний.

### Філософія Геракліта
Філософія Геракліта діалектична: світ, яким править логос, єдиний і змінюваний, ніщо в ньому не повторюється, все скороминуче й одноразове, а головний закон Всесвіту — боротьба: батько всього й цар над усім, боротьба загальна, і все народжується завдяки боротьбі й через необхідність. Отже, Геракліт один з перших пояснював суть речей та процесів через боротьбу протилежностей. Саме протилежно спрямовані сили, що діють одночасно, утворюють напружене становище, яке й зумовлює внутрішню, таємну гармонію речей. Цю глибоку думку Геракліт ілюструє відомим прикладом: обидва дугоподібних кінці лука прагнуть розігнутися, але тятива стримує їх, і їх взаємна дія створює вищу єдність. Та попри те, що логос панує всюди, порядкує, владарює над усім, люди досить часто втрачають зв'язок із логосом. Відхилення від логосу трапляється тоді, коли люди обмежують себе поверхневими буденними знаннями й стають прихильними до чуттєво-тілесних втіх. Геракліт дуже негативно оцінював неспроможність зрозуміти внутрішню суть світу та гонитву за насолодою, що є взаємозв'язаними та майже тотожними. Але кожна людина має можливість відновлювати та підсилювати безпосередній зв'язок із логосом.
Геракліт радив: по-перше, «свавілля треба гасити частіше, аніж пожежу», по-друге, «необхідно дотримуватись всезагального», що є предметом не чуттєвого пізнання, а філософського міркування. «Мислення — це велика цінність, й мудрість — в тому, щоб говорити істинне й щоб, прислухаючись до природи, діяти згідно з нею». Пізнання прихованої, таємної гармонії, що є кращою, аніж явна, — це є спосіб уникнення зарозумілості. Таке пізнання дозволяє подолати різноманіття поглядів, орієнтуватись на осягнення єдиної істини, що забезпечує взаєморозуміння та об'єднання людей.

### Учення Парменіда про буття
Ще один, досить суттєвий крок на шляху вивільнення філософії від елементів міфологічної свідомості зроблено представниками Елейської школи. Власне, саме в елеатів вперше формується категорія буття, вперше ставиться питання про співвідношення буття й мислення. Парменід (540—480 pp. до н. е.), який став відомим завдяки вислову: «Буття є, а небуття немає», — фактично заклав основи онтологізму як усвідомлюваного, виразного зразка філософського мислення.
Що ж таке буття? Для Парменіда найважливіше визначення буття — осягання його розумом: те, що можна пізнати тільки розумом, і є буття. Почуттям же буття недоступне. Тому «одне й те ж є думка і те, про що думка існує». У такому твердженні Парменіда підкреслюється тотожність буття й мислення. Буття — це те, що є завжди, що єдине й неподільне, що непорушне й несуперечливе, «як думка про нього». Мислення ж — це здатність осягати єдність у несуперечливих формах, результат мислення — знання (episteme). Почуттєве сприйняття має справу з безліччю різноманітних речей і одиничних предметів, що оточують людину. Людина може мати гадку, погляд (doxa) — звичайне, повсякденне уявлення, що протистоїть знанню як наслідку осягнення єдиного. Прагнучи віднайти глибоку основу всього, що існує, Парменід зауважує: ніщо із безпосередньо даного в чуттєвому досвіді не може задовольнити його через явно минущий і скінченний характер. Усі речі, в чому смертні вбачають істину, вірячи в неї, все це — лише ім'я порожнє: бути, але також і не бути, народжуватися, але й гинути, місце на місце міняти, змінювати колір і забарвлення — так яскравими виразами Парменід спростовує чуттєво сприймані речі та явища як щось зовсім не гідне уваги філософа через «неістинність» їх існування, тобто через їх скороминучу, підвладну змінам і перетворенням, тлінну природу. Його цікавить те, що залишається неминущим у вічному потоці загальних змін. Від безпосередньої даності буття, як множинного, Парменід іде до визнання існування, справедливо вважаючи, що без існування світу як єдиного не було б і його чуттєвої множинності. Та потім зосереджує увагу на грані єдиного в бутті, що відкрилася йому. Абсолютний, нетлінний і неминущий характер єдиного буття затьмарює множинне й чуттєве. Тепер буттям філософ називає тільки єдине й нерухоме, а множинне й чуттєве — небуттям, всупереч судженням людей. Звідси всі парадокси вчення Парменіда.
Що ж розуміє Парменід під єдиним у бутті? Через відрив єдиного від множинного, єдине виступає не як один бік буття, а як саме буття. Оголошується, що множинне просто не  існує. Розрив множинного і єдиного та гіпертрофія єдиного, що виникла на шкоду і коштом множинного, може викликати небажані наслідки. Буття Парменіду уявляється за формою цілком досконалої кулі з правильним центром посередині. Ледве більше чи менше від немножинного. «Небуття зовсім немає, бо цілісність його порушувалась би. Немає і буття, що було б в одному місці більшим, аніж в іншому. Буття, як ціле, невразливе. Рівне з усіх боків, буття має певні межі». Використання чуттєвого образу — кулі — для ілюстрації світу як єдиного цілого, та ще в устах такого прихильника логічного пізнання, як Парменід, спершу дивує. Тим часом всеєдине Ксенофана також кулеподібне.
Уподібнення буття кулі пояснюється уявленням давніх філософів про кулю як про найперше, найпрекрасніше і найдовершеніше з усіх тіл, одночасно кінцеве й безмежне, рухоме й непорушне. Кулю древні визначали як тіло, замкнене в самому собі, самодостатнє, що має в самому собі свою визначеність, а не визначається зовнішніми умовами. Тому куля здавалася їм найбільш підхожим зразком для ілюстрації тієї реальності, з якої виникає як основа самої себе, чужа рухові й змінам, вічна, ні від чого не залежна й неминуща. У довершеності кулі вбачали зразок довершеності буття. Визначення єдиного Парменід отримує шляхом спростування множинного, відмінностей, диференціювання. Розуміння єдиного, разом з тим, має субстанціальний характер, що свідчить про непослідовність, проте не чужі думки про загальну закономірність у природі, що випливає із властивостей світу як єдиного.
Порівняння картин світу, за Гераклітом і за Парменідом, веде до спокуси протиставити їх одна одній, а також назвати Парменіда антидіалектиком: адже парменідівське буття незмінне, непорушне й несуперечливе. Існує навіть думка, що систему Парменіда легко подати як реакцію на вчення Геракліта про загальні зміни та суперечності суті. Та, по-перше, Геракліт міркував про рух тієї ж системи онтологізму (буття Космосу є, і не залежить від людини, яка намагається пізнати його); по-друге, Геракліт інтуїтивно, а Парменід — свідомо орієнтуються на раціональне пізнання людиною світу (логос у Геракліта пронизує весь Всесвіт, об'єктивний логос у макрокосмі та суб'єктивний логос у душі людини в мікрокосмі — це одне й те саме; тому йдучи за Логосом, людина може пізнати світ — саме в розумних поняттях, а не через почуття, про Парменіда, напевно, не буде перебільшенням сказати це — найперший явний попередник європейського раціоналізму (буття осягається розумом); по-третє, прислухаймося до Арістотеля і слідом за ним — до Секста Емпірика: «Напевне, Парменід не був неосвідченим у діалектиці, якщо Арістотель вважав його учня Зенона за родоначальника діалектики». В сучасних умовах Парменід уявляється таким, яким його бачив Платон: "Парменід завжди здавався мені й гідним поваги, і небезпечним, кажучи словами Гомера: «У його промовах помітна надзвичайна глибина. Я боюся, що ми не розуміємо його слів і ще менше розуміємо його думки»."

### Філософія Зенона Елейського
Зенон Елейський (490—430 pp. до н. е.), захищаючи й обґрунтовуючи погляди свого вчителя й наставника Парменіда, заперечував мислимість чуттєвого буття, множинності речей та їх руху. Вперше застосувавши доказ як спосіб мислення, як пізнавальний прийом, Зенон прагнув показати, що множинність і рух не можуть мислитися без суперечності (і це йому цілком вдалося!). Таку ж суперечку, де за допомогою заперечень ставлять супротивника у скрутне становище і спростовують його точку зору, — прообраз діалогу, прообраз суб'єктивної діалектики. Такий же метод широко застосовували софісти. Біля джерел виняткової за драматизмом і багатством змісту проблеми континууму в сучасній науці стоїть легендарний Зенон із Елеї. Прийомний син і улюбленець Парменіда, визнаний глава Егейської школи в античній філософії, першим продемонстрував те, що через 25 століть назвуть нерозв'язністю в континуум проблеми. Зенон, творець більше ніж сорока апорій, певних фундаментальних труднощів, що, за його задумом, мають підтвердити правильність вчення Парменіда про буття світу як єдиного, і які він умів знаходити буквально на кожному кроці, критикуючи звичайні суто множинні уявлення про світ. Досить влучна апорія, що нагадує парадокс Парменіда. В апорії піддано критиці суто множинні уявлення про буття. «Якщо сутнє множинне, то одночасно має бути великим і малим, причому великим до безмежності й малим до зникнення».
Сучасне трактування апорії знаходимо в дослідженнях з історії математики: "нехай відрізок є нескінченна множина «неподільних» частин. Якщо величина окремих «неподільних» рівна нулю (тобто вони неподільні — це точки), то й величина всього відрізка є нуль. Якщо ж кожне неподільне має деяку величину, не явно припускається, що ця величина для всіх неподільних однакова, то й величина відрізка буде нескінченною. З погляду сучасної математики апорія показує, що не можна визначити міру відрізка як суму мір неподільних, що поняття міри множини зовсім не є чимось, що очевидно є в самому понятті множини, й що міра довжини не дорівнює сумі мір її елементів. Тому апорію, очевидно, спрямовано проти однобічно множинного тлумачення світу, іноді називають також апорією міри. Отже, в апорії передбачається та логічна трудність, що й досі змушує вводити міру множини суто аксіоматично. Справді, у сучасних умовах міра множини визначається за допомогою системи інтервалів, причому сприймається, що інтервали уже мають певну довжину (міру). Насправді мова йде про структуру  континууму. Очевидно, Зенон хотів показати ілюзорність винятково множинного тлумачення структури простору й часу, підтверджуючи істинність вчення Парменіда про буття світу як єдиного.
Виходячи з уявлень про неперервність нескінченного поділу будь-якого просторового або часового відрізку, Зенон вдається до апорії поділу на двоє. Гіпотеза неперервності простору породжує актуально нескінченну сукупність половинних відрізків кожної нової половини, що виникають у нескінченному поділі (дихотомії) вихідного відрізка, так що рухоме тіло, зайняте нескінченним перебиранням відрізків, що виникають, не може подолати й найменшої відстані. Звідси знаменитий висновок: руху немає. Аналогічний зміст має  апорія «Ахіллес і черепаха». Переможець олімпійських ігор швидконогий Ахіллес змагається з неквапливою черепахою, яка у момент старту знаходиться попереду на деякій відстані. Доки Ахіллес долає половину вихідної відстані, що розділяє його й черепаху в момент старту, черепаха, звісно, відповзає на деяку відстань уперед. Поки Ахіллес долає половину нової відстані, що розділяє їх, черепаха знову відповзає на деяку нову відстань і т. д. Через прийняту гіпотезу нескінченної подільності (неперервності) простору й часу ситуація точно відтворює нескінченну кількість разів, щоразу, поки Ахіллес пробігає половину нової відстані, що розділяє його й черепаху, все ж черепаха, хоча й не набагато, відповзає вперед. Дивовижний висновок: швидконогий Ахіллес неспроможний не те що обігнати, але навіть наздогнати повільну черепаху! Що ж звідси випливає? Очевидно, необхідно відмовитися від уявлення про нескінченну подільність (неперервність) простору й часу. Це означає, що існують найменші атомарні елементи просторової довжини й часової тривалості, так звані неподільні, далі яких подільність уже неможлива і вказані Зеноном труднощі легко знімаються. Зенон, напевно, справді намагався нав'язати своєму співрозмовнику за допомогою апорій «Дихотомія», «Ахіллес і черепаха» висновок про відмову від гіпотези неперервності і тим самим обґрунтувати перехід до концепції неподільних — концепції дискретної структури простору й часу.
Але досягнення мети становило лише половину стратегічного задуму Зенона, якого вже сучасники прозвали двомовним. Виходячи з концепції неподільних, філософ запропонував розглянути дві задачі, сформульовані в апоріях «Стадіон» і «Стріла, що летить». Простежте рух трьох колон спортсменів на стадіоні, але тепер уже з позицій неподільних (визнаючи дискретну структуру простору й часу, де переконалися за допомогою перших двох апорій), запрошував античних греків, великих любителів спорту й фізичної культури. Нехай у момент старту всі три колони перебувають у стані спокою, причому кожний спортсмен нібито перебуває у відповідній йому чарунці просторової довжини. Далі Зенон пропонує розглянути таку ситуацію. Нехай середня колона стоїть, а дві крайні починають одночасно рухатися в протилежних напрямках. З позицій неподільних це означає: верхня й нижня колони протягом одного часового неподільного змістяться порівняно з середньою непорушною колоною на одне просторове неподільне. Тепер, пропонує мудрець, поглянемо на взаємний рух верхньої та нижньої колон стосовно одна одної. Виявляється, за одне часове неподільне змістилися одна від одної на два просторових неподільних. Отже, неподільне поділяється! (У цьому випадку часове неподільне поділяється на два просторових неподільних). Але це суперечить висновку перших двох апорій про існування неподільних! Далі, в апорії «Стріла, що летить», Зенон показує, як може бути поділене і просторове неподільне. Стріла, випущена з лука, летить у просторі повсякденного досвіду, але чи летить щодо елементарного відрізка просторового неподільного? Якщо так, то сам факт руху в межах неподільного стріли, що летить, поділить його (на ній завжди можна нанести відмітку і при рухові стріли різні положення відмітки в межах неподільного просторового відрізка розділять його). Але це знову суперечить концепції неподільних. Залишається визнати, що стріла, яка летить, не рухається у кожному з неподільних. Але чи можливий тоді взагалі рух? Адже сума моментів спокою (у кожному з неподільних) нічого не дає, окрім спокою (для всього простору), подібно до того, як сума нулів нічого не дасть, крім нуля. І знову напрошується уже відомий висновок: руху немає.
В «Лекціях з історії філософії» Георг Гегель навів такий анекдот: Зенон починав мовчки ходити перед своїми учнями, тим самим наочно спростовуючи висновок про неможливість руху, що випливав із попередньо викладених ним чотирьох апорій. Коли ж учні, нарешті, задовольнилися таким способом спростування апорій, Зенон брав велику палицю, що стояла в кутку кімнати, і починав бити їх, примовляючи: «Той, хто задовольняється чуттєвими доказами, повинен отримати такі ж чуттєві заперечення». Чи Зенон насправді вживав таких надзвичайних заходів, щоб переконати у відмінностях між чуттєвим і логічним, невідомо. Достеменно ж, що саме елеати, Парменід і Зенон насамперед, на світанку розвитку європейської культури чітко визначили чуттєве і логічне.
Справді, в основі розвитку європейської науки лежить ідея логічного обґрунтування й доказу, сама можливість і необхідність якого вперше повністю усвідомлена й оспівана Парменідом у славетній поемі «Про природу». Тут вперше — і це якісно новий та істотний крок вперед порівняно з давньосхідною філософією — відокремлено чуттєве пізнання від логічного. Чуттєве знання розцінюється як думка (гадка), поверхова й хибна, істинним же визнавалося лише знання логічне. Без Парменіда й Зенона неможливе формування Евкліда й Архімеда. Ось чому істинним творцем учення про логос вважається Парменід, який майже ніколи не користувався таким поняттям. Парменіду належать також і найважливіші принципи логічного пізнання: по-перше, ніщо не виникає із нічого; по-друге, метод доказу від супротивного; по-третє, доказ шляхом зведення до абсурду; по-четверте, відкриття закону вилучення третього, а також відкриття закону тотожності, закону суперечності.
Діалектика Парменіда і Зенона багато в чому актуальна. Про глибину і фундаментальність проблеми співвідношення неперервного й дискретного у властивостях простору і руху, непересічно поставленій Зеноном, свідчить і неослабний інтерес до апорій. Так, логічна структура труднощів, розкрита в чотирьох апоріях Зенона, точно відтворюється у релятивістській електродинаміці в питанні енергій і маси електрона. Енергія й маса електрона визначається взаємодією (через віртуальні фотони) з полем. У разі присвоєння
електрону точкового розміру, енергія і маса стають нескінченними, тому що в відповідних інтегралах виникають віртуальні фотони, що виділяються на будь-яких малих відстанях і поглинаються електроном у процесі взаємодії з полем, мають хоч якусь частоту (отже, і енергію). Звідси, необхідність введення кінцевого радіуса електрона, що знімає трудність. Проте із релятивістського погляду складно присвоїти електрону деяке кінцеве і найменше значення його радіуса. Окрім учення мудреців-мілетців, Геракліта та елеатів, досить популярним стає піфагореїзм.

### Піфагоризм
Про самого ж Піфагора — засновника Піфагорійського союзу — відомості дійшли до сучасності із пізніших джерел античної Греції. Платон називає Піфагора тільки раз, Арістотель — двічі. Більшість грецьких філософів вважають батьківщиною Піфагора (580—500 pp. до н. е.) острів Самос, покинутий через тиранію Полікліта. Є відомості, що Піфагор нібито за порадою Фалеса їде до Єгипту, де вчиться у жерців; потім полоненим (у 525 р. до н. е. Єгипет захоплено персами) потрапив до Вавилона, де навчався в індійських мудреців. Після багаторічного навчання Піфагор повертається до Великої Еллади, в місто Кротон, де й організує Піфагорійський союз — науково-фантастичну та етико-політичну співдружність однодумців. 
Піфагорійський союз — закрите товариство, а вчення піфагорійців — таємне. Спосіб життя піфагорійців повністю відповідав ієрархії цінностей. 
- Перше місце відводилось прекрасному і благопристойному (в тому числі науці).
- Друге місце займало вигідне й корисне.
- Третє — приємне.

Піфагорійці піднімались до сходу сонця, виконували мнемонічні (пов'язані з розвитком і зміцненням пам'яті) вправи, а потім йшли на берег моря зустрічати сонце, обдумували майбутні справи, працювали. Наприкінці дня після обмивання всі спільно обідали і славили богів. Потім — спільне читання. Перед сном кожний піфагорієць звітував про минулий пройдений день. В основі піфагорійської етики лежало вчення про належне: перемогу над пристрастями, підкорення молодших старшим, культ дружби і товариськості, шанування Піфагора. Такий спосіб життя мав світоглядні основи, виходив із уявлень про Космос як упорядковану і симетричну цілісність, краса якого відкривається не всім, а лише тим, хто веде праведний спосіб життя.
Про Піфагора — особистість, безсумнівно, видатну — складено безліч легенд. Є свідчення, що Піфагора бачили водночас у двох різних містах, що мав золоте стегно, що одного разу його вітала людським голосом ріка Кас тощо. Сам Піфагор стверджував, що «число володіє речами», зокрема і моральними, а справедливість -є число, помножене на саме себе. По-друге, душа є гармонія, а гармонія — це числове співвідношення, душа безсмертна і може переселятися (ідею метапсихозу Піфагор, можливо, запозичив із учення орфіз-хів), тобто Піфагор дотримувався дуалізму душі й тіла. По-третє, філософ поклав в основу Космосу число, наділяє старе слово новим змістом: число співвідноситься з єдиним, єдине ж служить початком визначеності, що єдина підлягає пізнанню. Число — це впорядкований числом Всесвіт. Значний внесок здійснив Піфагор у розвиток науки, насамперед, математики. В астрономії йому приписують відкриття навскісного положення Зодіаку, визначення тривалості «великого року» — інтервалу між моментами, коли планети займають відносно одна одної те ж саме положення. Піфагор — геоцентрист: твердить, що планети, рухаючись навколо Землі по ефіру, створюють монотонні звуки різної висоти, а разом створюють гармонійну мелодію. До середини V ст. до н. е. Піфагорійський союз розпався. Таємне стає явним.
У творчості Філолая (V ст. до н. е.) одиниця, про яку знаменитий геометр Евклід скаже: є те, через що все, що існує, вважається єдиним, у Філолая — це просторово-тілесна величина, частина речового простору. Філолай пов'язував арифметичне з геометричним, а через нього — з фізичним тощо. Якщо одиниця — це просторово-тілесна точка, то 2 — це лінія, 3 — площина, 4 — найпростіша геометрична фігура (тетраедр), 5 — якість і колір, 6 — наділення душею, 7 — розум, здоров'я і світло, 8 — любов і дружба, мудрість і винахідливість. Всесвіт Філолай конструює із Межі, Безмежного (апейрона) і Гармонії, що є «поєднанням різнорідного й узгодженням неузгодженого». Межа, що зміцнила апейрон як деяку невизначену матерію, — це числа. Вище космічне число — 10, декада, яка «велика і досконала, все виконує і є початком божественного, небесного і людського життя». За Філолаєм, самим речам властива істина такою мірою, як матерія організована числом: «Нічого хибного не приймає в себе природа за умов гармонії та числа. Неправда і заздрість властиві безмежній, безумній і нерозумній природі». З погляду Філолая, душа безсмертна, нею наділяється тіло за допомогою числа і безсмертної, безтілесної гармонії. Досвід розробки піфагорійцями світобачення — яскравий доказ того, що задумане, поставлене за мету, далеко не завжди у процесі здійснення досягається саме в бажаній якості.
Атом (дослівно: неподільний) — логічне продовження просторово-тілесної монади (дослівно: один, одиниця, єдине, неподільний як синоніми). Але на відміну від однакових монад, неподільні Екфанта відрізняються один від одного величиною, формою і силою; світ, який складається з атомів і порожнечі, єдиний і кулеподібний, рухається розумом і керується помислом. Традиційно виникнення античного атомізму (учення про атоми) зв'язують з іменами Левкіппа (V cm. до н. е.) і Демокріта (460—371 pp. до н. е.), погляди яких на природу і будову Макрокосму однакові. Демокріт досліджував і природу Мікрокосму, уподібнюючи його Макрокосму. І хоча Демокріт не на багато старший за Сократа, а коло його інтересів дещо ширше за традиційну досократівську проблематику (спроби пояснити сновидіння, теорія кольору й зору, що не мала аналогів у ранній грецькій філософії), все ж таки його відносять до досократиків. Концепцію давньогрецького атомізму часто кваліфікують як "примирення поглядів Геракліта і Парменіда: існують атоми (прообраз — парменідівське буття) і порожнеча (прообраз — небуття Парменіда), де атоми рухаються і, з'єднуючись один з одним, утворюють речі. Тобто світ плинний і змінний, буття речей множинне, але самі атоми — незмінні. «Жодна річ не відбувається надаремно, але все через причинний зв'язок і необхідність» — вчили атомісти й демонстрували тим самим філософський фаталізм. Та фаталізм не залишає місця випадковості. Людину Демокріт визначає як тварину, яка від природи здатна до всілякого навчання і має за помічника в усьому руки, розум і розумову гнучкість. Людська душа — це сукупність атомів; необхідна умова життя — дихання, що атомізм розумів як обмін атомів душі із середовищем. Тому душа безсмертна. Залишивши тіло, атоми душі розсіваються в повітрі, і ніякого «загробного» існування душі немає і бути не може.
Демокріт розрізняє два види існування: те, що існує насправді, і те, що існує в загальній думці. До того, що існує насправді Демокріт відносить тільки атоми й порожнечу, що не мають чуттєвих якостей. Чуттєві ж якості є те, що існує в загальній думці — зорові, смакові тощо. Проте чуттєва якісність виникає не просто в думці, а в загальній думці. Демокріт вважає таку якісність не індивідуально-суб'єктивною, а загальнолюдською, і об'єктивність чуттєвих якостей має свою основу у формах, величинах, порядках та в розташуванні атомів. Тим самим стверджується, що чуттєва картина не довільна: атоми, впливаючи на нормальні людські органи чуття, завжди породжують одні й ті ж відчуття. Водночас Демокріт усвідомлював складність і трудність процесу досягнення істини: «Дійсність — у пучині». Тому суб'єктом пізнання може бути лише мудрець. «Мудрець — міра всіх  речей. За допомогою відчуттів міра — сприйманих речей, а за допомогою розуму — міра осягнутих речей». Філософська творчість Демокріта фактично завершує епоху досократиків. Генеза філософської думки стимулювала розвиток усієї культури античної Греції, а через неї — економічної та політичної сфер суспільного життя.

## Представники
Найвідоміші досократики:
- Фалес Мілетський
- Анаксимандр
- Анаксимен
- Геракліт Ефеський
- Діоген Аполлонійський
- Ксенофан
- Піфагор Самоський
- Парменід з Елеї
- Емпедокл з Агрігента
- Анаксагор з Клазомен
- Левкіпп
- Демокрит

## Школи
Досократики традиційно підрозділяються на представників іонійської філософії (Мілетська школа, Геракліт, Діоген Аполлонійський), італійської філософії (піфагорійці, елеати) і атомістів. Іноді до досократиків помилково зараховують і софістів, але це не зовсім коректно, оскільки більшість софістів була сучасниками Сократа і він з ними активно сперечався. Крім того, навчання софістів сильно відрізняється від навчання досократиків.